# Olaus Petri kyrka, Örebro
Olaus Petrikyrkan är en kyrkobyggnad på Norr i Örebro invid Storgatan och Harald Forss park. Den tillhör Svenska kyrkan och ligger i Strängnäs stift. Den har fått sitt namn efter den medeltida reformatorn Olaus Petri. Denne står därför, tillsammans med sin bror Laurentius Petri, staty utanför kyrkan. Skulptör till statygruppen Bröderna Petri var Nils Sjögren.

## Kyrkobyggnaden
Byggnaden, som går i nygotisk, katedralliknande stil, uppfördes mellan 1908 och 1912 i grå kalksten. Den invigdes fjärde söndagen i advent 1912. Med sitt 53 meter höga klocktorn dominerar den stadsbilden på Norr. Arkitekt och idégivare var framför allt Adolf Kjellström, men Axel Herman Hägg utförde det praktiska ritningsarbetet. Kyrkans glasmålningar är utförda av Carl Almquist, bland annat med motiv ur Passionshistorien. Korets glasmålningar föreställer den triumferande och krönte Kristus med livets bok. Han omges av Strängnäs stifts båda patroner - S:t Paulus (med svärd) och S:t Petrus (med nyckel).
På platsen, som vid tiden just hade börjat bebyggas och införlivats i staden, låg tidigare en park, av vilken idag endast delar återstår. I stort utgör detta område en kyrkogård. Kyrkan har sedan uppförandet renoverats vid ett flertal tillfällen, senast 1987 under ledning av arkitekt Jerk Alton.

### Kyrkklockor
I kyrkans torn hänger fyra kyrkklockor. Storklockan (klocka 1) är gjuten år 1952 av K.G Bergholtz klockgjuteri. Klockan väger omkring 1200 kg, dess ton är diss1. Gamla storklockan (klocka 2) är gjuten år 1913, samt omgjuten 1956 av K.G Bergholtz klockgjuteri. Dess vikt är omkring 700 kg och tonen är f1. Mellanklockan (klocka 3) är gjuten år 1913 av K.G Bergholtz klockgjuteri, dess vikt är omkring 360 kg och tonen är aiss1. Lillklockan (klocka 4) är gjuten år 1913 av K.G Bergholtz klockgjuteri, dess vikt är omkring 160 kg. 

## Orglar
Kyrkans läktarorgel invigdes 1913 och är av firman E. A. Setterquist & Son. Efter flera ombyggnationer under 1900-talet genomfördes år 2013 en stor renovering av Åkerman & Lund där orgeln byggdes om till ett stilistiskt sammanhängande romantiskt instrument inkluderande äldre pipmaterial både från det ursprungliga instrumentet och från andra instrument, samt en del nytillverkade pipor. Orgelns spelbord användes ursprungligen till läktarorgeln i Härnösands domkyrka. Totalt har orgeln 51 stämmor varav 6 är transmissioner.
Disposition:
| Manual I            | Manual II          | Manual III            | Solo (I & II)     | Pedal           | Koppel        |
| ------------------- | ------------------ | --------------------- | ----------------- | --------------- | ------------- |
| Principal 16'       | Gedackt 16'        | Fugara 16'            | Flauto major 8'   | Borduna 32'     | Unisonskoppel |
| Borduna 16'         | Violinprincipal 8' | Bassetthorn 8'        | Tuba mirabilis 8' | Wiolon 16'      | I/4'          |
| Principal 8'        | Dolce 8'           | Rörflöjt 8'           |                   | Subbas 16'      | II 16'/I      |
| Gamba 8'            | Flauto amabile 8'  | Violine 8'            |                   | Ekobas 16'      | III/16'       |
| Flûte Harmonique 8' | Dubbelflöjt 8'     | Salicional 8'         |                   | Qvinta 12'      |               |
| Borduna 8'          | Octava 4'          | Voix céleste 8'       |                   | Violoncelle 8'  |               |
| Octava 4'           | Ekoflöjt 4'        | Violine 4'            |                   | Borduna 8'      |               |
| Octava 2'           | Flageolette 2'     | Flûte octaviante 4'   |                   | Octava 4'       |               |
| Cornette 3 chor     | Rauschqvint 3 chor | Waldflöjt 2'          |                   | Contrabasun 32' |               |
| Mixtur 3-4 chor     | Dulcian 16'        | Trumpet harmonique 8' |                   | Bassun 16'      |               |
| Trumpet 16'         | Oboe 8'            | Euphone 8'            |                   | Fagott 16'      |               |
| Trumpet 8'          | Corno 8'           |                       |                   | Trumpet 8'      |               |
|                     | Clairon 4'         |                       |                   | Trumpet 4'      |               |

Kororgeln på 19 stämmor byggdes av Frederiksborg Orgelbyggeri 1974 och har följande disposition:
| Manual I              | Manual II       | Pedal        | Koppel   |
| --------------------- | --------------- | ------------ | -------- |
| Principal 8'          | Gedackt 8'      | Subbas 16'   | I/P      |
| Rörflöjt 8'           | Rörflöjt 4'     | Oktava 8'    | II/P     |
| Oktava 4'             | Principal 2'    | Gedackt 8'   | I/II     |
| Waldflöjt 2'          | Nasat 1 1/3'    | Nachthorn 4' | II 16'/I |
| Mixtur IV             | Sesquialtera II | Fagott 16'   |          |
| Trumpet en Chamade 8' | Regal 8'        | Skalmeja 4'  |          |
|                       | Tremulant       |              |          |

Kyrkans minsta orgel är en 4-stämmig kistorgel byggd av Jacob N. Breetvelt Orgelbouw, Delft, Nederländerna.

## Diskografi
Musik inspelad i kyrkan.
- Incontro / Norrefalk, Mats, elgitarr; Samuelsson, Ulf, orgel; Olaus Petri Vocalis, körsång. CD. Naxos 8.557148. 2002.